# Ilova
Die Ilova ist ein linker Nebenfluss der Lonja-Trebež in Kroatien.
Der Fluss hat eine Länge von 85 km. An ihm liegen die Städte Kutina, Garešnica und Grubišno Polje.